# Pierre Kosc
Pierre Kosc, né le 17 janvier 1934 à Liège, est un auteur de bande dessinée belge. Il est aussi connu sous le pseudonyme commun P. Leika.

## Biographie
Pierre Kosc naît le 17 janvier 1934 à Liège. Il vient à la bande dessinée par la lecture des périodiques Coq hardi, Hurrah ! et Vaillant. Il suit des cours de dessin à l'âge de 16 ans et bénéficie des conseils de Victor Hubinon.
En 1955, il entame une collaboration avec Héroïc-Albums de Fernand Cheneval, pour lesquels il réalise Les Aventures du Commissaire Maroff avec le scénariste Georges Leunis sous la signature commune de P. Leika. Ces auteurs étant grands amateurs de romans policiers. Il dessine dix histoires jusqu'à la fin de la parution de cette publication en décembre 1956. Une onzième histoire du Commissaire Maroff sera publiée des années plus tard dans Curiosity Magazine par Michel Deligne.
Il rencontre Maurice Tillieux qu'il admire en 1955. Pour cause d'une surcharge de travail, il l'assiste sur l'encrage de ses crayonnés, ce dont il s'acquitte avec une certaine habileté. Ce dernier lui apprend les ficelles du métier. Il encre ainsi la fin du dernier épisode de Félix : L'Affaire des bijoux paru dans Héroïc-Albums en 1956, ainsi que les dernières planches des aventures de Zappy Max, parues dans le journal Pilote en 1959.
Après Héroïc-Albums, il crée seul un autre personnage, le boxeur Rocky Carter. À partir de 1958, il réalise cinq longs épisodes de Valentin dans le magazine Germinalr. Ces histoires sont replacées dans Samedi-Jeunesse. En 1959, avec son complice Georges Leunis, il réalise un court récit humoristique de deux planches : La Famille Bithume et compagnie publié dans L'Intrépide. Il part ensuite travailler pour le magazine belge Libelle dans lequel il dessine Spit et Patcher. Puis, il quitte le monde la bande dessinéer.
Il revient à la bande dessinée en 1975 avec un récit de 12 planches : Enquêtes de vacances pour Curiosity Magazine  no 12 de Michel Deligne. Trois ans plus tard, il contribue au numéro de Curiosity entièrement consacré à Maurice Tillieux (no 29). Il reprend les aventures réalistes de Mike Cougar, dont deux albums sont publiés en noir et blanc par les Éditions Michel Deligne de 1980 à 1981. Le récit La Planète infernale est publié dans Spatial no 14 en 1982. 
Une fois retraité, il prend plaisir à réaliser les bandes dessinées policières de L'Inspecteur Caryton, dont la première est publiée par La Vache Qui Médite en 2011 (11 tomes en 2021).
En 2014, les Éditions de l'Élan publient Les Dossiers du commissaire Maroff dans la collection « BD fities » qui outre la publication de certaines histoires dudit commissaire contient une interview de l'auteur qui retrace son parcours.

## Publications

### Albums

#### Mike Cougar
- 1. Sur la piste de l'homme mort, Éditions Michel Deligne, Bruxelles, 1980
Scénario et dessin : Pierre Kosc - Couleurs : noir et blanc[9]
- 2. Les Fugitifs, Deligne, Bruxelles, 1981
Scénario et dessin : Pierre Kosc - Couleurs : noir et blanc

#### L'Inspecteur Caryton
1. Cavale meurtrière, La Vache qui Médite, 2011
2. Un CD mortel, La Vache qui Médite, 2012
3. Disparitions inquiétantes, La Vache qui Médite, 2012
4. Le Magot, La Vache qui Médite, 2013
5. Règlement de comptes, La Vache qui Médite, 2013
6. Échec et mat, La Vache qui Médite, 2014
7. Trafic d'armes, La Vache qui Médite, 2014
8. Billet pour le paradis, La Vache qui Médite, 2015
9. Le Nœud gordien - t. 1, La Vache qui Médite, 2017
10. Le Nœud gordien - t. 2, La Vache qui Médite, 2018
11. Meurtres en série, La Vache qui Médite, 2021.

#### Les Dossiers du commissaire Maroff
- Les Dossiers du commissaire Maroff, Éditions de l'Élan, coll. « BD fities », Waterloo, avril 2024
Scénario, dessin et couleurs : Pierre Kosc -  (ISBN 978-2-9601113-4-7)

### En revues et journaux

#### Spatialno14
- 14. Fantastique et science fiction d'hier et d'aujourd'hui[8], Éditions Michel Deligne, Bruxelles, 1982
Scénario et dessin : collectif dont Pierre Kosc - Couleurs : quadrichromie,Contribution : La Planète infernale.

#### Livres
: document utilisé comme source pour la rédaction de cet article.
- Jacques Fiérain, « Kosc, Pierre », dans La BD dans la province du Hainaut, Charleroi, Éd. l'Âge d'or, septembre 2006, 96 p., ill. ; 31 cm (ISBN 9782960046458 et 2960046455, OCLC 469651838, présentation en ligne), p. 59.
- Philippe Mellot, Michel Denni, Laurent Turpin et Isabelle Morzadec, Trésors de la bande dessinée : BDM 2021-2022 - Catalogue encyclopédique et Argus, Paris, Les Arènes, novembre 2020, 22e éd., 1700 p., ill. ; 23 cm (ISBN 9791037502582, OCLC 1240308146, présentation en ligne), p. 318, 635, 836. .